# María del Rosario Sun
María del Rosario Sun Kou (Lima, 1958) es una ingeniera química peruana reconocida por sus investigaciones en el desarrollo de procesos catalíticos aplicados a la industria y el control ambiental. Es docente e investigadora en la Pontificia Universidad Católica del Perú (PUCP) y ha sido galardonada con el Premio Nacional "Por las Mujeres en la Ciencia" otorgado por L'Oréal, Unesco y Concytec. Sus estudios han contribuido al mejoramiento del valor agregado de recursos naturales como el aceite de palma y al tratamiento de aguas residuales mediante adsorbentes derivados de desechos biológicos.

## Biografía

### Primeros años y educación
Nació en la ciudad de Lima en 1958, en el seno de una familia de ascendencia china. Desde sus primeros años, mostró una marcada curiosidad orientada a comprender el funcionamiento de los fenómenos físicos y químicos, lo que influyó en su decisión de estudiar la carrera de Ingeniería Química.
Sun Kou inició sus estudios en la Gran Unidad Escolar para Mujeres de Pucallpa, donde integró un equipo estudiantil que obtuvo el primer lugar en el Concurso Escolar en Ciencias a nivel nacional. Como parte del premio, la institución educativa fue dotada con equipos de laboratorio para la realización de experimentos de química y física. Motivada por su creciente interés en las ciencias, se trasladó a Lima para cursar la carrera de Ingeniería Química en la Universidad Nacional de Ingeniería (UNI).
Posteriormente, tras adquirir mayor experiencia profesional, fue contratada como docente en la Universidad Nacional de Ingeniería (UNI). Paralelamente, inició estudios de maestría en la misma casa de estudios. En 1996 obtuvo el grado de Magíster en Ciencias con mención en Ingeniera Química. Posteriormente, Rosario hizo un doctorado en Ciencias Químicas en el área de catálisis heterogénea en la Universidad Complutense de Madrid y estancias postdoctorales para especializarse en el estudio de adsorbentes en la Universidad de Lovaina, en Bélgica.

### Carrera e investigación
En 1996 ingresa a trabajar como docente en la Pontificia Universidad Católica del Perú (PUCP), durante el periodo 2017-2020 ejerce la jefatura del Departamento Académico de Ciencias de dicha casa de estudios y, actualmente ostenta el cargo de docente investigador.
Sun Kou ha trabajado en el diseño y optimización de procesos catalíticos para incrementar el valor agregado de productos naturales como el aceite de palma. Entre 2016 y 2019, participó como investigadora principal en un proyecto de la PUCP sobre la transformación de la tripalmitina del aceite de palma en alcohol cetílico, un insumo utilizado en la industria cosmética. Además, ha desarrollado tecnologías para el control ambiental mediante adsorbentes y catalizadores elaborados a partir de materias primas nacionales, con aplicaciones en la remoción de metales pesados (Pb, Cd, Cr, Zn, As) y la degradación de compuestos contaminantes. Uno de sus proyectos más destacados es el de la "nariz electrónica" un dispositivo que cuenta con sensores recubiertos de zeolita, usados para el análisis de compuestos volátiles que impactan en los resultados de calidad de las bebidas alcohólicas como vinos y piscos. Con este proyecto busca comprobar la denominación de origen del pisco peruano y discriminar aquellos que son adulterados a partir de productos con marcas reconocidas. 
Sun Kou cuenta con una amplia trayectoria en investigación. Ha publicado alrededor de 42 artículos científicos y sus estudios abarcan desde la adsorción de metales pesados y fenoles hasta la combustión catalítica de compuestos orgánicos volátiles (COVs). Asimismo a la fecha cuenta con 2 patentes registradas. Su contribución científica la coloca en el nivel I del RENACYT, el registro de investigadores del Perú.
Ha contribuido también en la promoción y gestión de publicaciones científicas dentro del ámbito académico. En 1998 fue miembro del Comité Editorial de la revista TECNIA de la Universidad Nacional de Ingeniería.

## Premios y reconocimientos
- En 2012, fue galardonada con el Premio Nacional "Por las Mujeres en la Ciencia", otorgado por L'Oréal, Unesco y Concytec, en reconocimiento a su contribución en el campo de la química y la innovación tecnológica por su trabajo “Recuperación de tintes de cabello mediante adsorbentes provenientes de desechos biológicos para el tratamiento de aguas residuales”.[12][13]
- En 2020 obtuvo la medadlla de plata en la edición 13 de la Exposición Internacional de Invenciones de Mujeres de Corea (Korea International Women’s Invention Exposition - KIWIE)[14]
- En 2021 tuvo un reconocimiento del Instituto Nacional de Defensa de la Competencia y de la Protección de la Propiedad Intelectual (INDECOPI) por su destaca participación en KIWIE 2020.[14]
- En 2021, participó en la exhibición de inventos patentados más importante del mundo organizado en Ginebra (Suiza) y obtuvo una medalla de oro por el proyecto “Nariz electrónica con sensores recubiertos de zeolita”.[10]